# Municipalità di Bauska
La municipalità di Bauska (in lettone Bauskas novads) è una delle trentasei municipalità della Lettonia. È situata nel sud del Paese, nella regione storica della Semgallia e confina con la Lituania. Il capoluogo è la città di Bauska.
I confini della nuova municipalità, costituita nel 2021, corrispondono a quelli del vecchio distretto di Bauska abolito nel 2009 con l'aggiunta delle parrocchie di Kurmenes e Valle appartenenti al vecchio distretto di Aizkraukle.

## Suddivisione
La municipalità comprende 2 città (Bauska e Iecava) e 18 parrocchie:
- Bārbele
- Brunava
- Ceraukste
- Code
- Dāviņi
- Gailīši
- Iecava
- Īslīce
- Kurmene
- Mežotne
- Rundāle
- Skaistkalne
- Stelpe
- Svitene
- Valle
- Vecsaule
- Vecumnieki
- Viesturi